# Sorin Voinea
Sorin Alexandru Voinea (* 18. August 2003) ist ein rumänischer Leichtathlet, der im Sprint und im Zehnkampf an den Start geht.

## Sportliche Laufbahn
Erste internationale Erfahrungen sammelte Sorin Voinea im Jahr 2021, als er bei den U20-Balkan-Hallenmeisterschaften in Sofia mit 6,56 m den neunten Platz im Weitsprung belegte. Im Jahr darauf siegte er mit der rumänischen 4-mal-400-Meter-Staffel in 3:16,54 min bei den U20-Balkan-Hallenmeisterschaften in Belgrad. Im August kam er bei den U20-Weltmeisterschaften in Cali im Vorlauf mit der Staffel nicht ins Ziel und verpasste mit der Mixed-Staffel mit 3:27,18 min den Finaleinzug. 2023 schied er bei den U23-Europameisterschaften in Espoo mit 47,49 s in der ersten Runde im 400-Meter-Lauf aus und kam auch mit der Staffel mit 3:09,44 min nicht über den Vorlauf hinaus. Im Jahr darauf belegte er bei den Balkan-Hallenmeisterschaften in Istanbul in 46,91 s den vierten Platz über 400 Meter und gewann mit der Staffel in 3:34,96 min die Bronzemedaille hinter den Teams aus der Türkei und Kroatien. Ende Mai gewann er bei den Balkan-Meisterschaften in Izmir in 3:25,65 min die Bronzemedaille in der Mixed-Staffel hinter den Teams aus Serbien und der Türkei und über 400 Meter gewann er in 46,25 s die Bronzemedaille hinter dem Slowenen Rok Ferlan und Boško Kijanović aus Serbien. 2025 kam er bei den Balkan-Hallenmeisterschaften in Belgrad über 400 Meter nicht ins Ziel und im Juli schied er bei den U23-Europameisterschaften in Bergen mit 46,81 s im Halbfinale aus. Zudem belegte er dort mit der Staffel in 3:07,33 min den siebten Platz.
2023 wurde Voinea rumänischer Meister im Zehnkampf sowie von 2022 bis 2024 in der 4-mal-400-Meter-Staffel. Zudem wurde er 2023 und 2024 Hallenmeister über 200 Meter sowie 2024 auch über 400 Meter und im Siebenkampf.

## Persönliche Bestzeiten
- 200 Meter: 21,14 s (−0,1 m/s), 30. Juni 2024 in Cluj-Napoca
  - 200 Meter (Halle): 21,90 s, 18. Februar 2024 in Bukarest
- 400 Meter: 46,25 s, 25. Mai 2024 in Izmir
  - 400 Meter (Halle): 46,91 s, 10. Februar 2024 in Istanbul
- Zehnkampf: 5727 Punkte, 24. Juli 2021 in Bukarest
  - Siebenkampf (Halle): 4564 Punkte, 26. März 2023 in Bukarest